# 6436 Coco
6436 Coco este o planetă minoră (asteroid), cu un diametru de 3,987 km, din centura de asteroizi. A fost descoperită pe 13 mai 1985 la Observatorul Palomar de Carolyn S. Shoemaker. 
Obiectul prezintă o orbită caracterizată de o semiaxă mare de 2,2390747 UAi, o excentricitate de 0,09, o înclinație de 3,42114 ° în raport cu ecliptica.